# Daniele (Kowale Oleckie)
Daniele (deutsch Daniellen, 1938–1945 Kleinreimannswalde) ist ein Ort in der polnischen Woiwodschaft Ermland-Masuren, der zur Landgemeinde Kowale Oleckie (Kowahlen, 1938–1945 Reimannswalde) im Powiat Olecki (Kreis Oletzko/Treuburg) gehört.

## Geographische Lage
Daniele liegt im Nordosten der Woiwodschaft Ermland-Masuren am westlichen Ufer des Jarke (polnisch Jarka). Bis zur Kreisstadt Olecko (Marggrabowa, 1928–1945 Treuburg) sind es 13 Kilometer in südöstlicher Richtung.

## Geschichte
Der kleine Ort mit dem späteren großen Gut wurde vor 1581 gegründet. Als später wieder vereinigte Landgemeinde und Gutsbezirk kam Daniellen 1874 zum neu errichteten Amtsbezirk Kowahlen (polnisch Kowale Oleckie), der – 1938 in Amtsbezirk Reimannswalde umbenannt – bis 1945 bestand und zum Kreis Oletzko – von 1933 bis 1945 Landkreis Treuburg genannt – im Regierungsbezirk Gumbinnen der preußischen Provinz Ostpreußen gehörte.
Im Jahr 1910 zählte Daniellen 93 Einwohner.
Aufgrund der Bestimmungen des Versailler Vertrags stimmte die Bevölkerung im Abstimmungsgebiet Allenstein, zu dem Daniellen gehörte, am 11. Juli 1920 über die weitere staatliche Zugehörigkeit zu Ostpreußen (und damit zu Deutschland) oder den Anschluss an Polen ab. In Daniellen stimmten 83 Einwohner für den Verbleib bei Ostpreußen, auf Polen entfiel keine Stimme.
Am 30. September 1928 wurden Teile Daniellens mit dem Gutsbezirk Borrishof (1938–1945 Borishof, polnisch Borysowo) nach Kowahlen eingemeindet bzw. mit den Landgemeinden Gartenberg (bis 1909 Gortzitzen, polnisch Gorczyce) und Monethen (1938–1945 Moneten, polnisch Monety) zur neuen Landgemeinde Monethen zusammengeschlossen.
Am 3. Juni (amtlich bestätigt am 16. Juli) 1938 wurde Daniellen in Kleinreimannswalde umbenannt. Sieben Jahre später kam der Ort in Kriegsfolge mit dem gesamten südlichen Ostpreußen zu Polen und trägt seither die polnische Namensform Daniele. Heute ist der Ort eine kleine Ortschaft im Verbund der Landgemeinde Kowale Oleckie im Powiat Olecki, bis 1998 der Woiwodschaft Suwałki, seither der Woiwodschaft Ermland-Masuren zugehörig.

## Religionen
Die vor 1945 überwiegend evangelische Einwohnerschaft Daniellens war in das Kirchspiel der Kirche Schareyken (1938–1945 Schareiken, polnisch Szarejki) eingepfarrt und gehörte zum Kirchenkreis Oletzko/Treuburg in der Kirchenprovinz Ostpreußen der Evangelischen Kirche der Altpreußischen Union. Heute ist das zuständige Pfarramt in Suwałki mit der Filialkirche Gołdap, zugeordnet der Diözese Masuren der Evangelisch-Augsburgischen Kirche in Polen.
Waren die katholischen Kirchenglieder vor 1945 nach Marggrabowa/Treuburg im Bistum Ermland eingegliedert, so gehören sie jetzt zur neu errichteten Pfarrei in Kowale Oleckie. Sie ist einem der beiden Dekanate in Olecko im Bistum Ełk (Lyck) der Römisch-katholischen Kirche in Polen zugeordnet.

## Verkehr
Daniele liegt besonders verkehrsgünstig an der Nord-Süd-Achse der polnischen Landesstraße DK 65 (frühere deutsche Reichsstraße 132), die im nordöstlichen Polen von der polnisch-russischen bis zur polnisch-belarussischen Grenze verläuft. Bis 1993 bestand Bahnanbindung über die Bahnstation in Kowale Oleckie (Kowahlen, 1938–1945 Reimannswalde) an der Bahnstrecke Ełk–Tschernjachowsk (Lyck–Insterburg), die nicht mehr betrieben wird.